# Шеляг-Сосонко Юрій Романович
Шеляг-Сосонко Юрій Романович (10 січня 1933, Київ — 13 грудня 2019) — український геоботанік, академік НАН України, доктор біологічних наук, професор. Засновник геоботанічної школи.

## Біографія
Народився 10 січня 1933 році в м. Київ. У 1956 році закінчив Чернівецький державний університет, був зарахований старшим лаборантом на кафедру ботаніки.

## Наукова діяльність
З 1962 року працює в Інституті ботаніки АН УРСР. У 1964 році захистив кандидатську, в 1972 році — докторську дисертацію.
У 1976 році обрано член-кореспондентом, а у 1990 році академіком НАН України.
Шеляг-Сосонко Ю. Р. є автором 500 наукових праць (у тому числі 34 монографії, 5 винаходів). Юрій Романович — член ученої ради Інституту ботаніки ім. М. Г. Холодного НАН України, редколегії «Українського ботанічного журналу», видань «Екологія і ноосферологія», «Ґрунтознавство» та ін. Під керівництвом Юрія Романовича видано серію монографій, присвячену заповідникам України, а також першу у світі Зелену книгу України, у якій зведено відомості про сучасний стан рідкісних, таких, що перебувають під загрозою зникнення, і типових природних рослинних угруповань які підлягають охороні. Один із провідних виконавців багатьох державних програм, що стосуються охорони довкілля і сталого розвитку.

## Нагороди
- кавалер ордена князя Ярослава Мудрого IV ст;
- лауреат премії АН УРСР імені М. Г. Холодного (1988);
- лауреат Державної премії України в галузі науки і техніки;
- Грамота Президії Верховної Ради УРСР.

## Важливіші праці
- Шеляг-Сосонко Ю. Р. Определитель основных растений кормовых угодий Украинской ССР / Ю. Р. Шеляг-Сосонко, Т. Л. Андриенко, А. Н. Краснова, С. С. Морозюк; Под ред. Ю. Р. Шеляг-Сосонко. — К.: «Урожай», 1980.— 212 с.
- Шеляг-Сосонко Ю. Р., Дидух Я. П. Ялтинский горно-лесной государственный заповедник: ботанико-географический очерк. — Киев: Наукова думка, 1980. — 184 с.
- Шеляг-Сосонко Ю. Р. Карадагский государственный заповедник: растительный мир / Я. П. Дидух, Ю. Р. Шеляг-Сосонко. — Киев: Наукова думка, 1982. — 152 с.
- Шеляг-Сосонко Ю. Р., Дубына Д. В. Государственный заповедник «Дунайские плавни». — Киев: Наукова думка, 1984. — 288 с.
- Шеляг-Сосонко Ю. Р., Дидух Я. П., Молчанов Е. Ф. Государственный заповедник «Мыс Мартьян». — Киев: Наукова думка, 1985. — 256 с.
- Андриенко Т. Л., Попович С. Ю., Шеляг-Сосонко Ю. Р. Полесский государственный заповедник. Растительный мир. Київ: Наукова думка, 1986, 208 с.
- Шеляг-Сосонко Ю. Р. Парадигма фітоценології // Укр. ботан. журн. — 1989. — Т. 46, № 5. — С. 5-14.
- Шеляг-Сосонко Ю. Р., Крисаченко В. С., Мовчан Я. И. и др. Методология геоботаники. — К.: Наукова думка, 1991. — 272 с.
- Шеляг-Сосонко Ю. Р., Дидух Я. П., Дубына Д. В. Продромус растительности Украины. — К.: Наукова думка, 1991. — 272 с.
- Шеляг-Сосонко Ю. Р., Стойко С. М., Вакарепко Л. М. Ліси України: сучасний стан, збереження, використання. К., 1996. — 32 с.
- Развитие экосети Украины / ред.: Ю. Г. Шеляг-Сосонко. — К.: Техпринт, 1999. — 127 с. — укр. — рус.
- Шеляг-Сосонко Ю. Р. Збереження і невиснажливе використання біорізноманіття України: стан та перспективи: Моногр. / Ю. Р. Шеляг-Сосонко, Д. В. Дубина, Л. П. Вакаренко, Я. І. Мовчан, Я. П. Дідух, І. В. Загороднюк, С. Ю. Попович, В. П. Ткач, В. М. Михалків, В. М. Мінарченко; Упр. охорони земел. ресурсів, екомережі та збереження біорізноманіття, Ін-т ботаніки ім. М. Г. Холодного НАН України. — К. : Хімджест, 2003. — 246 c. (укр.)
- Шеляг-Сосонко Ю. Р. Ліси України: біорізноманітність та збереження. // Укр. ботан. журн. — 2001. — 58, № 5. — С. 519—529. — (укр.)
- Дідух Я. П., Шеляг-Сосонко Ю. Р. Геоботанічне районування України та суміжних територій. // Укр. ботан. журн. — 2003. — Том 60. — № 1. — С. 6-11
- Шеляг-Сосонко Ю. Р., Гродзинський М. Д., Романенко В. Д. Концепция, методы и критерии создания экосети Украины. Киев: — УкрФитосоциоцентр, 2004. — 143 с.
- Шеляг-Сосонко Ю. Р. Біорізноманітність: концепція, культура та роль науки // Український ботанічний журнал — 2008. — 65, № 1. — С. 3-25.
- Шеляг-Сосонко Ю. Р. Проблеми ботанічної науки в Інституті ботаніки ім. М. Г. Холодного НАН України та в світі // Український ботанічний журнал — 2008. — 65, № 5. — С. 743—763.
- Шеляг-Сосонко Ю. Р. Роль біорізноманітності на сучасному етапі цивілізації.//Укр. ботан. журн. — 2010. — т. 67, № 1, С. 3-15
- Шеляг-Сосонко Ю. Р.Біорізноманітність, наука і суспільство. //Український ботанічний журнал. — 2011. — Т. 68, № 1, с. 21-34.
- Зелена книга України. Ліси: монографія / Ю. Р. Шеляг-Сосонко, П. М. Устименко, С. Ю. Попович, Л. П. Вакаренко; за ред. Ю. Р. Шеляга-Сосонка; НАН України, Ін-т ботаніки ім. М. Г. Холодного. — K. : Наук. думка, 2002. — 255 с. — ISBN 966-00-0776-0